# Rajd Piancavallo 1996
17. Rajd Piancavallo (17. Rally Piancavallo) – 17 edycja rajdu samochodowego Rajdu Piancavallo rozgrywanego we Włoszech. Rozgrywany był od 25 do 27 kwietnia 1996 roku. Była to dziesiąta runda Rajdowych Mistrzostw Europy w roku 1996 (rajd miał najwyższy współczynnik - 20) oraz trzecia runda Rajdowych Mistrzostw Włoch.

## Klasyfikacja rajdu
| Miejsce                       | Kierowca                     | Pilot                        | Samochód                        | Czas                         | Strata                       |                              |
| Klasyfikacja generalna i ERC  | Klasyfikacja generalna i ERC | Klasyfikacja generalna i ERC | Klasyfikacja generalna i ERC    | Klasyfikacja generalna i ERC | Klasyfikacja generalna i ERC | Klasyfikacja generalna i ERC |
| ----------------------------- | ---------------------------- | ---------------------------- | ------------------------------- | ---------------------------- | ---------------------------- | ---------------------------- |
| 1.                            | Gianfranco Cunico            | Scalvini Pierangelo          | Ford Escort RS Cosworth         | 3:37:59                      | 0.0                          |                              |
| 2.                            | Enrico Bertone               | Massimo Chiapponi            | Ford Escort RS Cosworth         | 3:44:43                      | +6:44                        |                              |
| 3.                            | Matteo Luise                 | Raffaele Caliro              | Toyota Celica Turbo 4WD (ST185) | 3:50:36                      | +12:37                       |                              |
| 4.                            | Paolo Andreucci              | Fedeli Simona                | Renault Mégane Maxi             | 3:52:05                      | +14:06                       |                              |
| 5.                            | Andrea Parodi                | Dino Zanatta                 | Ford Escort RS Cosworth         | 3:57:36                      | +19:37                       |                              |
| 6.                            | Diego Oldrati                | Paolo Vinzioli               | Renault Mégane Maxi             | 3:57:40                      | +19:41                       |                              |
| 7.                            | Bruno Bentivogli             | Ilaria Hedinger              | Ford Escort RS Cosworth         | 3:58:34                      | +20:35                       |                              |
| 8.                            | Giovanni Manfrinato          | Claudio Condotta             | Ford Escort RS Cosworth         | 4:01:33                      | +23:34                       |                              |
| 9.                            | Nikolai Burkart              | Regine Rausch                | Nissan Sunny GTi                | 4:02:10                      | +24:11                       |                              |
| 10                            | Jindřich Štolfa              | Miroslav Fanta               | Škoda Felicia Kit Car           | 4:05:14                      | +27:15                       |                              |
| Klasyfikacja mistrzostw Włoch |                              |                              |                                 |                              |                              |                              |
| 1.                            | Gianfranco Cunico            | Scalvini Pierangelo          | Ford Escort RS Cosworth         | 3:37:59                      | 0.0                          |                              |
| 2.                            | Enrico Bertone               | Massimo Chiapponi            | Ford Escort RS Cosworth         | 3:44:43                      | +6:44                        |                              |
| 3.                            | Matteo Luise                 | Raffaele Caliro              | Toyota Celica Turbo 4WD (ST185) | 3:50:36                      | +12:37                       |                              |
| 4.                            | Paolo Andreucci              | Fedeli Simona                | Renault Mégane Maxi             | 3:52:05                      | +14:06                       |                              |
| 5.                            | Andrea Parodi                | Dino Zanatta                 | Ford Escort RS Cosworth         | 3:57:36                      | +19:37                       |                              |
| 6.                            | Diego Oldrati                | Paolo Vinzioli               | Renault Mégane Maxi             | 3:57:40                      | +19:41                       |                              |
| 7.                            | Bruno Bentivogli             | Ilaria Hedinger              | Ford Escort RS Cosworth         | 3:58:34                      | +20:35                       |                              |
| 8.                            | Giovanni Manfrinato          | Claudio Condotta             | Ford Escort RS Cosworth         | 4:01:33                      | +23:34                       |                              |